# Resolució 592 del Consell de Seguretat de les Nacions Unides
La Resolució 592 del Consell de Seguretat de les Nacions Unides, aprovada el 8 de desembre de 1986. Havent examinat una carta del representant de Zimbabwe en qualitat de President del Moviment dels Països No Alineats, el Consell va reafirmar les Convencions de Ginebra i va condemnar que les Forces de Defensa d'Israel obrissin foc contra una manifestació estudiantil, en què dos estudiants van morir a la Universitat Birzeit.
El Consell va demanar a Israel que respectés els Convenis de Ginebra, alliberés tots els manifestants detinguts a la Universitat Birzeit i demana a totes les parts que s'ocupin de la màxima restricció de la situació. També va demanar al Secretari General de les Nacions Unides que presentés un informe sobre l'aplicació de la resolució vigent que el 20 de desembre de 1986. L'informe més tard va descriure la posició israeliana com actuant amb "força proporcional" per contenir la pertorbació, originada per elements de l'Organització d'Alliberament de Palestina. Israel també va dir que les normes de la Convenció de Ginebra no s'aplicarien legalment al territori encara que implementés elements humanitaris de la resolució.
La resolució va ser aprovada per 14 vots a favor contra cap, amb l'abstenció dels Estats Units.